# Dominion Theatre
Dominion Theatre é um teatro inglês localizado na Tottenham Court Road, na West End da cidade de Londres.

## Musicais encenados no Dominion
- Jackie Mason: Brand New!
- Grease
- Scrooge
- Disney's Beauty and the Beast
- Matthew Bourne's Swan Lake
- Tango Passion (21 de Março, 2000 - 23 de Março, 2000)
- Notre-Dame de Paris (23 de Maio, 2000 - 6 de Outubro, 2001)
- Grease (22 de Outubro, 2001 - 3 de Novembro, 2001)
- We Will Rock You (14 de Maio, 2002)[2]

## Estações de metrô próximas
- Tottenham Court Road
- Holborn